# الحرب البابلية اليهودية
الحرب البابلية اليهودية هي حرب وقعت بين الإمبراطورية البابلية ومملكة يهوذا من سنة 601 إلى سنة 586 ق م، إنتهت الحرب بسقوط أورشليم تحت الاحتلال البابلي ونهاية حكم سلالة داؤد وسبي سكانها وتدمير الهيكل الأول.

## الخلفية
بعد هزيمة مصر في معركة كركميش في سنة 606 ق م و معركة حماة في سنة 605 ق م بدأت تحرض الممالك المجاورة لها ضد بابل بعد أن وصل البابليين الكلدان إلى الحدود المصرية.

## عصيان يهوذا الأول
بعد 3 سنوات من الولاء لبابل قرر يهوياقيم العصيان ضد بابل ورفض دفع الجزية لها، مشى يهويا كين إبنه بنفس منوال أبيه، في حكم يهوذا ليقرر نبوخذ نصر الثاني حصار يهوذا فسقطت في تلك السنة وأخذ ملكها يهوياكين ومجموعة من سكان يهوذا بلغوا 17 ألف شخص إلى بابل، وثم قام بتنصيب عمه صدقيا الذي تعهد بالولاء لبابل.

## عصيان يهوذا الثاني
بعد 10 سنوات من حصار يهوذا الأول قرر الملك صدقيا والذي نصبه نبوخذنصر ملك ليهوذا العصيان على بابل مرة أخرى بتحريض من اليهوذيين. قام صدقيا بطلب دعم مصر لمواجهة البابليين، بعد أن علم البابليين بذلك قاموا بمهاجمة القوات المصرية التي أتت لدعم يهوذا في البداية بشكل لم يتوقعوه وهزم البابليون القوات المصرية، وثم حاصروا أورشليم لمدة سنة كاملة إلى أن تمكنوا من اجتياز الأسوار ودخول أورشليم في 7 آب 586 ق م ليقوم البابليون هذه المرة بسبي شبه كامل لسكانها إلى بابل وتدمير هيكل سليمان وأخذ مقتنياته إلى بابل، في حين تمكنوا البابليون من القبض على ملك يهوذا صدقيا بينما كان بطريقه إلى أريحا وأخذوه إلى بابل، ثم قام نبوخذنصر بتعيين جدليا حاكم على الذين بقوا في يهوذا وبهذه كانت نهاية حكم سلالة داؤد، بقية سكان يهوذا قاموا بقتل جدليا وهربوا إلى مصر في سنة 582 ق م.